# Arubolana parvioculata
Arubolana parvioculata is een pissebed uit de familie Cirolanidae. De wetenschappelijke naam van de soort is voor het eerst geldig gepubliceerd in 1984 door Notenboom.